# Майк Адриано
Майк Адриано (англ. Mike Adriano, родился 30 июня 1980 года, настоящее имя — англ. Mikael Finquel) — испанский порноактёр и режиссёр фильмов для взрослых, лауреат премии AVN, номинант премий XBIZ и XRCO.

## Гонзо
Адриано — признанный крупный режиссёр в жанре гонзо-порнографии. Время от времени его работы доходят до крайностей, даже по меркам гонзо, двух отличительных характеристик жанра: очень длинные сцены (более часа) и графический фокус на чисто физические аспекты секса (например, измерение расширения телесных отверстий).

## Влияние
Порнозвезда и режиссёр Бонни Роттен говорит, что Адриано вдохновил и поощрил её режиссёрскую деятельность. Порнозвезда Кендис Дейр (Candice Dare) выразила свою симпатию к работе с Адриано, как к требовательному режиссёру и коллеге, который толкает её на предел способностей.

## Награды
- 2012 AVN Award победа — лучший оральный релиз — American Cocksucking Sluts[3]
- 2012 AVN Award победа — самая возмутительная сцена секса — American Cocksucking Sluts (режиссёр — Майк Адриано/Evil Angel) с Бруклин Ли и Джуэлз Вентура[3]
- 2012 AVN Award победа — лучшая оральная сцена — American Cocksucking Sluts (режиссёр — Майк Адриано/Evil Angel) с Бруклин Ли и Джуэлз Вентура[3]
- 2013 AVN Award победа — лучший оральный релиз — American Cocksucking Sluts 2 (Майк Адриано/Evil Angel)[10]